# Wojciech Siemion
Wojciech Juliusz Siemion (Krzczonów, 30 juli 1928 - Warschau, 24 april 2010) was een Pools acteur. Siemion was naast acteur ook lid van de PRON, de Sejm en de Poolse Volkspartij. Tevens werd hij enkele malen bekroond, onder meer met de Orde Polonia Restituta.
Op 21 april 2010 raakte Siemion zwaargewond bij een auto-ongeval nabij Sochaczew. Hij overleed drie dagen later in een ziekenhuis in Warschau.

## Filmografie
- Eroica (1957)
- Zamach (1958)
- Zezowate szczęście (1960)
- Marysia i krasnoludki (1960)
- Giuseppe w Warszawie (1964)
- Salto (1964)
- Wojna domowa (1965–1966)
- Czterej pancerni i pies (1966–1970)
- Niewiarygodne przygody Marka Piegusa (1966)
- Kierunek Berlin (1968)
- Poszukiwany, poszukiwana (1972)
- Nie ma róży bez ognia (1974)
- Ziemia obiecana (1974)
- Zwycięstwo (1974)
- Wolna sobota (1974)
- Co mi zrobisz, jak mnie złapiesz? (1978)
- Filip z konopi (1981)
- Alternatywy 4 (1983)
- Kolejność uczuć (1993)
- Tajemnica trzynastego wagonu (1993)
- Złotopolscy (1997)
- Przedwiośnie (2001)
- Ubu Król (2003)
- Niezawodny system (2008)
- Ostatnia akcja (2009)

- Bibliothèque nationale de France: cb115201701 (data)
- Gemeinsame Normdatei: 1062183525
- International Standard Name Identifier: 0000 0001 1001 2601
- Library of Congress Control Number: n86145862
- MusicBrainz: 9a2e65f6-26e5-498a-bd40-249a8590ec8e
- Nationale Bibliotheek van Tsjechië: js20100624003
- Nationale Bibliotheek van Israël: 987007324305105171
- Système universitaire de documentation: 14451494X
- Virtual International Authority File: 101712503
- WorldCat: E39PBJpV8g37v4F4PmFjm43G73